# Селифонтово (Ярославская область)
Селифонтово — деревня в Ярославском районе Ярославской области России. 
В рамках организации местного самоуправления входит в Карабихское сельское поселение; в рамках административно-территориального устройства включается в Карабихский сельский округ. 

## География
Расположена в 22 км к юго-западу от центра города Ярославль и в 8 км к югу от села Карабиха.

## История
Близ деревни располагалось село Сидорково. Каменный пятиглавый храм с ярусной колокольней в селе был построен в 1788 году владельцем села князем Сергеем Алексеевичем Козловским на месте неоднократно возобновлявшейся деревянной церкви XVII века. Престолов было три: во имя Воздвижения Честного и Животворящего Креста Господня; во имя Покрова Пресвятой Богородицы; во имя Преподобного Нила Столобенского.
В конце XIX — начале XX деревня Селифонтово и село Сидорково входили в состав Шопшинской волости Ярославского уезда Ярославской губернии.
С 1929 года деревня входила в состав Кормилицинского сельсовета Ярославского района, с 1954 года — в составе Карабихского сельсовета, с 2005 года — в составе Карабихского сельского поселения.

## Население
| 1859 | 1914 | 2007 | 2010 |
| ---- | ---- | ---- | ---- |
| 207  | ↗356 | ↘83  | ↗222 |

## Достопримечательности
На месте бывшего села Сидорково близ деревни расположена недействующая Церковь Воздвижения Креста Господня (1788).